# 카고 200
카고 200(Gruz 200, Cargo 200)은 러시아 연방에서 제작된 알렉세이 발라바노프 감독의 2007년 드라마, 스릴러 영화이다. 아그니야 쿠즈넷소바 등이 주연으로 출연하였다.

## 출연

### 주연
- 아그니야 쿠즈넷소바
- 알렉세이 폴루얀

### 조연
- 레오니드 그로모브
- 알렉세이 세레브리아코프
- 레오니드 비체빈
- 유리 스테파노브
- 알렉산드르 바쉬로브
- 안젤리카 네볼리나

## 제작진
- 미술: 파벨 파크호멘코
- 의상: 나데즈다 바실에바